# Unión Progresista de Botsuana
La Unión Progresista de Botsuana (en inglés: Botswana Progressive Union), abreviado como BPU, fue un partido político botsuano fundado en 1982. Actualmente se le considera inactivo, aunque conserva registro legal.
La BPU fue fundada por Daniel Kwele, exministro adjunto de Gobierno Local y Tierras en el gobierno de Quett Masire (del gobernante y dominante Partido Democrático de Botsuana) tras un conflicto con el gobierno. Kwele había sido previamente también miembro del Frente Nacional de Botsuana, principal fuerza de la oposición. La BPU fue el primer partido político botsuano fundado después de que la nación accediera a la independencia (los demás partidos existentes en el momento se habían establecido antes del fin del protectorado británico). El partido basó buena parte de sus apoyos electorales en el grupo étnico minoritario Kalanga de la región Nkange del Distrito Central.
El partido disputó cuatro circunscripciones en las elecciones generales de 1984, ninguno de los cuales resultó electo. Con la salida de Bathoen del liderazgo del BNF y su reemplazo por el socialista Kenneth Koma (un dirigente fundador de larga data), Kwele inició acercamientos con su antiguo partido y la BPU y el BNF llegaron a un pacto para las elecciones de 1989, en las cuales Kwele recibió el respaldo del BNF en la circunscripción de Nkange, mientras que Raphael M. Sikwane (del BNF) recibió el apoyo de la BPU en la circunscripción de Francistown. Ninguno de los dos resultó electo. El acuerdo buscó reeditarse para las elecciones de 1994, pero finalmente se rompió. La BPU obtuvo el segundo puesto en la circunscripción de Nkange de todas formas, y a su vez obtuvo 3 escaños en el Concejo del Distrito Central.
La última intervención electoral del partido fue en las elecciones locales de 1999, donde presentó candidatos en las dos circunscripciones que representaban a Nkange en el Concejo del Distrito Central. Obtuvo 34 votos entre ambas candidaturas, perdiendo en ambos casos el depósito electoral.